# Helge Brendryen
Helge Brendryen (né le 17 février 1972) est un ancien sauteur à ski norvégien.

## Palmarès

### Championnats du monde
| Épreuve / Édition | Falun 1993 | Thunder Bay 1995 |
| Petit Tremplin    | 30e        | 41e              |
| Grand Tremplin    | 5e         |                  |
| Par Equipes       | Or         |                  |

### Coupe du monde
- Meilleur classement final: 35e en 1993.
- Meilleur résultat: 8e